# Heinrich Morf
Heinrich Morf (Münchenbuchsee, cantó de Berna, 23 d'octubre de 1854 - Thun, 23 de gener de 1921) fou un romanista i filòleg suís. Morf va estudiar a les universitats de Zúric i Estrasburg, i el 1877 va defensar la tesi doctoral a Estrasburg dirigida per Eduard Böhmer amb el títol Die Wortstellung im altfranzösischen Rolandslied ("L'ordre dels mots en la Cançó de Rotllà"). El 1879 va ser nomenat professor a la Universitat de Berna, i el 1889 a la de Zuric. En aquesta universitat va fundar el Seminari de Filologia Romànica.
El 1901 va anar a la que després seria la Universitat de Frankfurt. I finalment el 1910 ocupà la plaça que havia deixat vacant Adolf Tobler a la Universitat de Berlín. El 1911 va ser nomenat membre de la Preussischen Akademie der Wissenschaften. Morf va ser un dels signataris del "Manifest dels Noranta-Tres" el setembre de 1914 (on es donava suport pràcticament incondicional a l'acció militar alemanya als inicis de la Primera Guerra Mundial); això el feu patir un aïllament internacional i el dugué a una depressió que posà fi a la seva tasca científica el 1917.
S'enfrontà amb Bernhard Schädel pel que fa a la pertinença a la família lingüística del català.
Morf reconegué la importància de la recerca dialectal. Animà als seus deixebles suïssos Louis Gauchat, Ernst Tappolet i Jules Jeanjaquet a fundar el Glossaire des patois de la Suisse romande. Tanmateix la seva recerca s'estengué també al camp de la literatura romànica (lírica trobadoresca, Frederic Mistral, Cervantes, Petrarca, Dante, etc) i també com a editor de textos medievals: "El poema de José" (1883), "Le pèlerinage de Charlemagne" (1884); o "La folie Tristan" (1886).
Els seus alumnes li van dedicar un volum miscel·lani en ocasió del 25è aniversari de la seva dedicació docent (1905).